# Нивяник
Нивя́ник (лат. Leucánthemum) — род однолетних или многолетних травянистых растений семейства Астровые, или Сложноцветные (Asteraceae).
Ранее все виды этого рода включались в род Хризантема (Chrysanthemum). В отличие от хризантем, нивяники не имеют сероватого опушения и характерного аромата.

## Название
Латинское научное название рода происходит от др.-греч. λευκός «белый» и ἄνθεμον «цветок». Русское название — от слова «нива». Распространённый в России нивяник обыкновенный в просторечии называют ромашкой, хотя эти растения относятся к разным родам.

## Биологическое описание
Представители этого рода — корневищные растения с цельными, по краям зубчатыми или лопастными листьями.
Соцветия — корзинки (по сравнению с другими родами Астровых — довольно крупные), обычно одиночные, с жёлтыми или белыми краевыми цветками; трубчатые цветки — жёлтые.

## Распространение и экология
Большинство видов — из Европы и умеренных зон Азии, но некоторые виды как заносные растения можно встретить и на других континентах: например, Нивяник обыкновенный (Leucanthemum vulgare) успешно прижился в Северной Америке, в Австралии и Новой Зеландии.

## Классификация

### Таксономия[4]
Leucanthemum Mill., 1754, Gard. Dict. Abr., ed. 4. [769]
Род Нивяник относится к семейству Астровые (Asteraceae) порядка Астроцветные (Asterales). Кладограмма в соответствии с Системой APG IV:
|  |                                      |  |                                   |                                   |                    |  | ещё 10 семейств |               |               |                                                                                |
|  |                                      |  |                                   |                                   |                    |  |                 |               |               | 53 подтвержденных и 44 в статусе "непроверенных" видов и инфравидовых таксонов |
|  |                                      |  |                                   | порядок Астроцветные              |                    |  |                 |               | род Нивяник   |                                                                                |
|  |                                      |  |                                   | порядок Астроцветные              |                    |  |                 |               | род Нивяник   |                                                                                |
|  | отдел Цветковые, или Покрытосеменные |  |                                   |                                   | семейство Астровые |  |                 |               |               |                                                                                |
|  | отдел Цветковые, или Покрытосеменные |  |                                   |                                   |                    |  |                 |               |               |                                                                                |
|  |                                      |  | ещё 63 порядка цветковых растений | ещё 63 порядка цветковых растений |                    |  |                 | ещё 1804 рода | ещё 1804 рода |                                                                                |
|  |                                      |  |                                   | ещё 63 порядка цветковых растений |                    |  |                 |               | ещё 1804 рода |                                                                                |

## Виды
Некоторые из них:
- Leucanthemum lacustre — Нивяник озёрный.

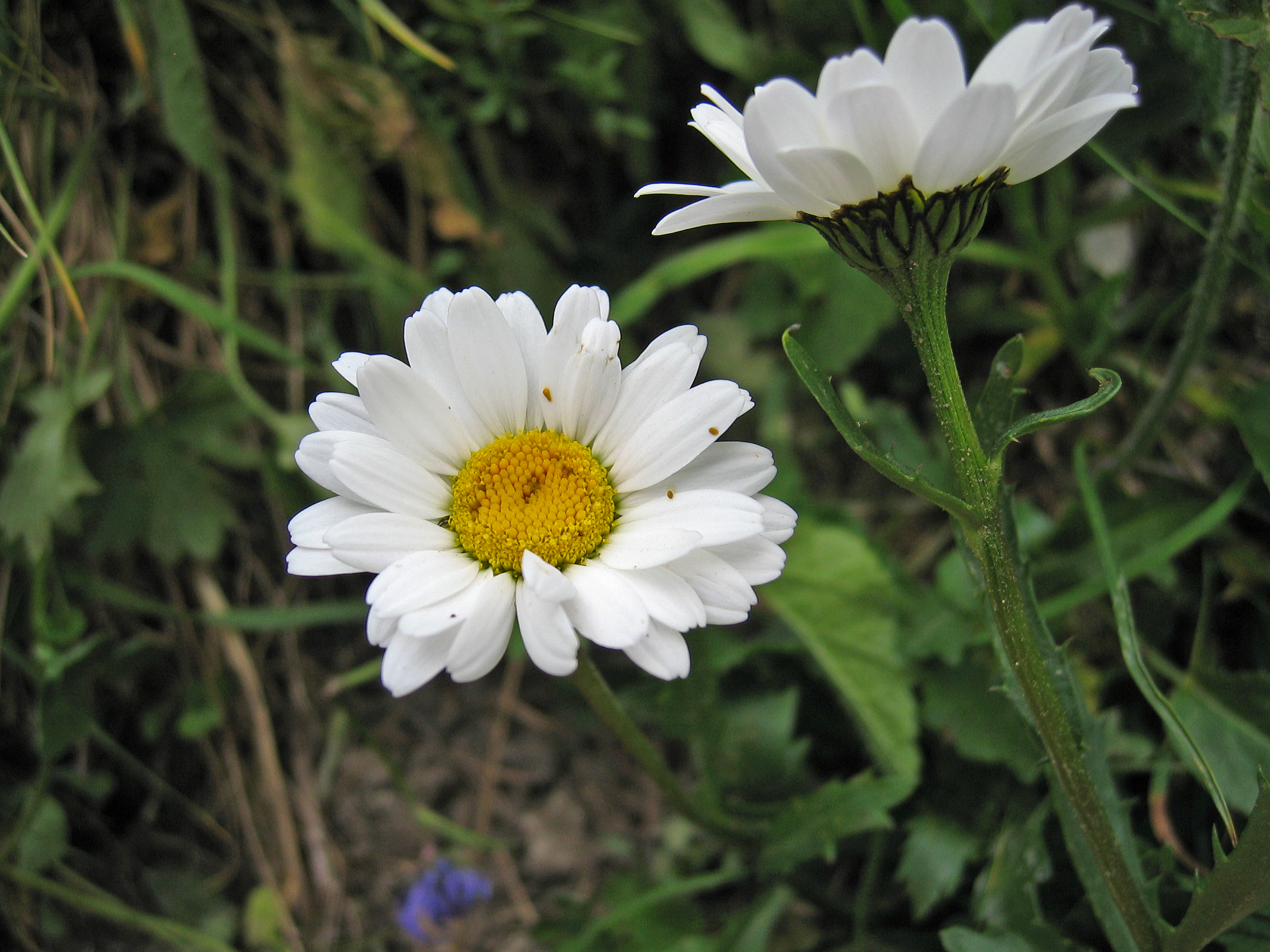
Leucanthemum atratum

- Leucanthemum maximum — Нивяник большой, или Нивяник наибольший — вид с Пиренейского полуострова.
- Leucanthemum paludosum — Нивяник болотный — однолетний южноевропейский вид с бледно-жёлтыми соцветиями.
- Leucanthemum rotundifolium — Нивяник круглолистный. Встречается в Карпатах.
- Leucanthemum subalpinum — Нивяник субальпийский.
- Leucanthemum ×superbum — Нивяник великолепный [= Leucanthemum maximum × Leucanthemum lacustre] — популярный в садоводстве многолетник высотой до 90 см с крупными, до 8 см в диаметре, соцветиями. Краевые цветки — белые, трубчатые — бледно-золотистые. Имеется множество сортов (некоторые — низкорослые, высотой не более 30 см, другие — высотой до 1 м; часть сортов имеет махровые соцветия).
- Leucanthemum vulgare — Нивяник обыкновенныйtypus, или поповник — растение высотой до 75 см с белыми краевыми цветками и жёлтыми трубчатыми. Родом из Европы и умеренных зон Азии.